# پلنگ سیاه (فیلم ۲۰۱۸)
پلنگ سیاه (انگلیسی: Black Panther) یک فیلم ابرقهرمانی آمریکایی در سال ۲۰۱۸، بر پایهٔ شخصیت با همین نام از مارول کامیکس است. این فیلم توسط مارول استودیوز تولید شد و استودیو سینمایی والت دیزنی آن را توزیع کرد. این هجدهمین فیلم در دنیای سینمایی مارول است. کارگردانی این فیلم را رایان کوگلر بر عهده داشت که با همکاری جو رابرت کول فیلم‌نامهٔ آن را نوشت و در آن چادویک بوزمن در نقش تچالا / پلنگ سیاه در کنار مایکل بی.جردن، لوپیتا نیونگو، دانای گوریرا، مارتین فریمن، دنیل کالویا، لتیشیا رایت، وینستون دوک، آنجلا باست، فارست ویتاکر و اندی سرکیس ایفای نقش می‌کنند. در پلنگ سیاه، ت‌چالا در پی مرگ پدرش به عنوان پادشاه واکاندا تاج‌گذاری می‌کند، اما توسط کیلمونگر که قصد دارد سیاست‌های انزواطلبی کشور را کنار بگذارد و انقلابی جهانی را آغاز کند، به چالش کشیده می‌شود.
نخستین بار در سال ۱۹۹۲، وسلی اسنایپس ایدهٔ ساخت این فیلم را مطرح کرد، اما این پروژه به نتیجه نرسید. در سپتامبر ۲۰۰۵، مارول استودیوز پلنگ سیاه را به عنوان یکی از ده فیلم مبتنی بر شخصیت‌های مارول در نظر گرفت که توسط پارامونت پیکچرز توزیع می‌شود. مارک بیلی در ژانویه ۲۰۱۱ برای نوشتن فیلم‌نامهٔ این فیلم استخدام شد. در اکتبر ۲۰۱۴، به صورت رسمی ساخت پلنگ سیاه اعلام شد و بوزمن برای نخستین بار در نقش این شخصیت در کاپیتان آمریکا: جنگ داخلی ظاهر شد. تا پایان سال ۲۰۱۵، کول و کوگلر به تیم عوامل این فیلم پیوستند و بقیه دست‌اندرکاران نیز تا مه ۲۰۱۶ انتخاب شدند. پلنگ سیاه نخستین فیلم مارول استودیوز با کارگردانی سیاه‌پوست و بازیگران عمدتاً سیاه‌پوست است. فیلم‌برداری اصلی از ژانویه تا آوریل ۲۰۱۷ در استودیوی ای‌یوای/اسکرین گیمز در کلان‌شهر آتلانتا و در بوسان، کرهٔ جنوبی انجام شده‌است.
پلنگ سیاه برای نخستین بار در ۲۹ ژانویه ۲۰۱۸ در لس آنجلس به روی پرده رفت و در ۱۶ فوریه به عنوان بخشی از مرحله فاز سوم دنیای سینمایی مارول به صورت سینمایی در ایالات متحده منتشر شد. منتقدان از کارگردانی، فیلم‌نامه، تیم بازیگری (به ویژه در مورد بوزمن، جوردن و رایت)، طراحی لباس، عوامل فنی فیلم‌برداری و موسیقی متن آن تحسین کردند؛ برخی از منتقدان از جلوه‌های بصری تولیدشده توسط کامپیوتر انتقاد کردند. بسیاری از منتقدان این فیلم را یکی از بهترین فیلم‌های دنیای سینمایی مارول ارزیابی کردند و همچنین به دلیل اهمیت فرهنگی آن مورد توجه قرار گرفت. پلنگ سیاه از سوی سازمان‌هایی نظیر شورای ملی بازبینی و مؤسسهٔ فیلم آمریکا به عنوان یکی از ۱۰ فیلم برتر سال ۲۰۱۸ نام گرفت. این فیلم بیش از ۱٫۳ میلیارد دلار در سراسر جهان فروش داشت و رکوردهای بسیاری را در گیشه شکست. پلنگ سیاه به پرفروش‌ترین فیلم کارگردانی‌شده توسط فیلم‌ساز سیاه‌پوست، نهمین فیلم پرفروش در تمام ادوار، سومین فیلم پرفروش در ایالات متحده و کانادا، و دومین فیلم پرفروش در سال ۲۰۱۸ تبدیل شد.
این فیلم جایزه‌ها و نامزدی‌های بسیاری نظیر هفت نامزدی در نود و یکمین دوره جوایز اسکار دریافت کرد و توانست سه جایزهٔ بهترین طراحی لباس، بهترین موسیقی فیلم و بهترین طراحی صحنه را دریافت کند؛ این نخستین اسکار دریافتی دنیای سینمایی مارول بود. همچنین سه نامزدی هفتاد و ششمین مراسم گلدن گلوب، دو پیروزی در بیست و پنجمین مراسم جایزه انجمن بازیگران فیلم و از دوازده نامزدی، سه پیروزی در بیست و چهارمین جوایز گزینش منتقدان دریافت کرد. دنباله‌ای، پلنگ سیاه: واکاندا تا ابد، در نوامبر ۲۰۲۲ منتشر شد. همچنین یک مجموعهٔ تلویزیونی واقع‌شده در واکاندا برای دیزنی پلاس در دست ساخت استبه دنبال اتفاقات فیلم کاپیتان آمریکا:جنگ داخلی، پادشاه ت‌چالا به کشورش واکاندا بازمی‌گردد. اما در آن‌جا با دو دشمن قوی که برای سرنگونی او متحد شده‌اند مواجه می‌شود. تچالا باید به عنوان پلنگ سیاه با مأمور سی‌آی‌ای اورت کی. راس و نیروهای ویژهٔ واکاندا متحد شود تا از وقوع یک جنگ جهانی جلوگیری کند.

## داستان
هزاران سال پیش، پنج قبیله آفریقایی بر سر یک شهاب‌سنگ حاوی فلز نادر و ارزشمند «ویبرانیوم» با یکدیگر جنگیدند. یکی از جنگجویان، گیاهی موسوم به «گیاه قلبی» را که تحت تأثیر این فلز قرار گرفته بود مصرف کرد و به قدرت‌های فوق بشری دست یافت؛ او نخستین «پلنگ سیاه» لقب گرفت و توانست اکثر قبایل را به جز قبیله جاباری متحد کند و سرزمین واکاندا را پایه‌گذاری نماید. در طول قرن‌ها، مردم واکاندا با بهره‌گیری از ویبرانیوم فناوری‌های پیشرفته‌ای توسعه دادند و برای محافظت از خود، ظاهر کشوری توسعه‌نیافته را به جهانیان نشان دادند.
در سال ۱۹۹۲، شاه واکاندا، تچاکا، به ملاقات برادرش ن’جو بو در اوکلند کالیفرنیا می‌رود. تچاکا برادرش را متهم به همکاری با یک قاچاقچی تسلیحات سیاه‌پوست به نام اولیسس کلاو می‌کند که قصد دزدیدن ویبرانیوم از واکاندا را دارد. شریک ن’جو بو در حقیقت زوری، مامور مخفی دیگر واکاندا است و اتهامات تچاکا را تأیید می‌کند.
در زمان حال، پس از مرگ تچاکا، پسرش تچالا به واکاندا بازمی‌گردد تا تاج و تخت را به دست گیرد. همراه با اوکوئی، رهبر جنگجویان دورا میلاجه، نامزد سابق تچالا، نیکیا را از ماموریت مخفی‌اش خارج می‌کنند تا در مراسم تاج‌گذاری به همراه مادر تچالا، راموندا، و خواهر کوچک‌ترش شوری شرکت کند. در مراسم، رهبر قبیله جاباری، مباكو، تچالا را برای تاج‌گذاری به مبارزه می‌طلبد، اما تچالا با متقاعد کردن او به تسلیم شدن، بدون جنگیدن جانش را نجات می‌دهد.
وقتی کلاو و همدستش اریک استیونز یک اثر تاریخی واکاندایی را از موزه لندن می‌دزدند، دوست تچالا و همسر اوکوئی، وکابی، تچالا را ترغیب می‌کند که کلاو را زنده بازگرداند. تچالا، اوکوئی و نیکیا به بوسان کره جنوبی می‌روند تا جلوی فروش اثر به مامور سیا، اورت کی. راس، را بگیرند. در درگیری‌ها، کلاو فرار می‌کند اما تچالا او را دستگیر می‌کند و با تردید او را به راس تحویل می‌دهد. کلاو به راس می‌گوید واکاندا در ظاهر کشوری عقب‌افتاده است، اما در واقع تمدنی بسیار پیشرفته دارد. هنگامی که اریک برای آزادسازی کلاو حمله می‌کند، راس در دفاع از نیکیا زخمی جدی می‌شود. تچالا به جای تعقیب کلاو، راس را به واکاندا می‌برد تا تحت درمان پیشرفته قرار گیرد.
در حین مراقبت شوری از راس، تچالا از زوری درباره ن’جو بو سؤال می‌کند، زیرا اریک گردنبندی متعلق به او را به گردن دارد. زوری توضیح می‌دهد که ن’جو بو از انزواطلبی واکاندا ناامید شده بود و قصد داشت فناوری‌های واکاندا را به مردم آفریقایی‌تبار جهان منتقل کند تا در برابر ستمگران به آن‌ها کمک کند؛ که در این راه کلاو به او یاری می‌رساند. قبل از اینکه تچاکا بتواند ن’جو بو را دستگیر کند، ن’جو بو به زوری حمله کرد و در نهایت تچاکا مجبور شد او را بکشد. تچاکا به زوری دستور داد ادعا کند که ن’جو بو ناپدید شده و پسر آمریکایی او، ن’جاداکا، را به عنوان فرزندش به جا بگذارد. این پسر بزرگ شد و با نام مستعار «کیمونگر» به یک نیروهای ویژه نیروی دریایی آمریکا تبدیل شد.
در ادامه، کیمونگر کلاو را می‌کشد و جسد او را به واکاندا می‌آورد. او در برابر بزرگان قبیله ظاهر شده، خود را ن’جاداکا معرفی می‌کند و ادعای تاج‌وتخت می‌کند. کیمونگر تچالا را به مبارزه دعوت می‌کند و در طی آن زوری را می‌کشد. تچالا که بدون مصرف گیاه قلبی است به شدت زخمی شده و پس از پرتاب شدن از آبشار به اشتباه مرده فرض می‌شود. کیمونگر گیاه قلبی را می‌خورد و دستور می‌دهد باقی گیاه را بسوزانند؛ اما نیکیا موفق می‌شود یکی را استخراج کند. کیمونگر با حمایت وکابی و ارتش خود آماده می‌شود تا سلاح‌های واکاندا را در سراسر جهان توزیع کند.
نیکیا، شوری، راموندا و راس به قبیله جاباری پناه می‌برند و تچالا که توسط جاباری‌ها نجات یافته و با گیاه قلبی بهبود یافته است، بازمی‌گردد تا با کیمونگر بجنگد. وکابی و نیروهایش با شوری، نیکیا و دورا میلاجه درگیر می‌شوند، در حالی که راس با هدایت از راه دور جت‌ها را سرنگون می‌کند تا ارسال سلاح‌های ویبرانیومی را متوقف کند. مباكو و جاباری‌ها برای حمایت از تچالا می‌رسند و با مقابله اوکوئی، وکابی و ارتشش تسلیم می‌شوند. در جنگ پایانی در معدن ویبرانیوم، تچالا زره کیمونگر را از کار می‌اندازد و او را زخمی می‌کند. کیمونگر از بهبود خود امتناع می‌کند و ترجیح می‌دهد به عنوان یک انسان آزاد بمیرد. تچالا غروب خورشید واکاندا را به او نشان می‌دهد و کیمونگر در آرامش می‌میرد.
تچالا مرکزی برای ارتباط با جهان در همان مکانی که ن’جو بو کشته شده بود افتتاح می‌کند تا توسط نیکیا و شوری اداره شود. در صحنه میانی پس از تیتراژ، تچالا در مجمع سازمان ملل حاضر می‌شود و راز واکاندا را به جهانیان فاش می‌کند. در صحنه پایانی، شوری به باکی بارنز در فرایند بهبودش کمک می‌کند.

## بازیگران
- چادویک بوزمن در نقش تچالا / پلنگ سیاه:

پادشاه کشور خیالی واکاندا که به وسیله تزریق دارویی گیاهی دارای قدرت‌های خاصی شده‌است. وی بعد از اتفاقات کاپیتان آمریکا: جنگ داخلی و کشته شدن پدرش یعنی تچاکا، در کنار سوگواری برای او سعی در سر پا نگه داشتن تاج‌وتختش دارد. بوزمن در حالی که تچالا را یک ضد قهرمان نامید، گفت که او وشته تا-نهیسی کوتس الهام گرفته شده‌است. بوزمن با یک مربی لهجه که در فیلم پیامی از سوی شاه نیز همراه او بود کار کرد. همچنین در بین فیلم‌های جنگ داخلی و پلنگ سیاه با یک مربی ورزشی کار کرد تا بدنش روی فرم بماند. او قراردادی شامل بازی در پنج فیلم با مارول امضا کرده‌است.
- مایکل بی.جردن در نقش انجادئاکا/اریک «کیلمونگر» استیونز:

یک واکاندایی تبعیدی که به نیروهای ویژه آمریکایی می‌پیوندد تا در جهت سرنگونی تچالا تلاش کند. نیت مور یکی از تهیه‌کنندگان فیلم معتقد است که کیلمانگر نظرات خودش را برای چگونگی ادارهٔ واکاندا دارد. جردن که به گفته خودش دوست داشت در یک نقش منفی بازی کند، رابطه کیلمانگر و تچالا را به رابطه مگنیتو و پروفسور ایکس تشبیه کرد.
- لوپیتا نیونگو در نقش ناکیا:

معشوقهٔ سابق تچالا و از اعضای گروه دورا میلاژ؛ گروه ویژه‌ای که مأموریت محافظت از تچالا را بر عهده دارند و همگی‌شان زن هستند.
- دانای گوریرا در نقش اوکویه:

یک واکاندایی بسیار متکبر از قبیله بوردر و رهبر گروه دورا میلاژ پیش از انتخاب گوریرا، رایان کوگلر سریال مردگان متحرک را ندیده بود، جایی که گوریرا در آن شخصیت معروف میشون را بازی می‌کند. به جای آن کوگلر وی را به خاطر بازی‌اش در فیلم مادر جرج برای این نقش انتخاب کرد. گوریرا گفت که روش‌های مبارزه‌ای که برای بازی در نقش میشون آن‌ها را یادگرفته بود، وی را برای بازی در نقش اوکویه نیز کمک کرد، اما تأکید کرد این شخصیت از جهات گوناگون و بسیار زیادی با میشون متفاوت است.
- مارتین فریمن در نقش: اورت راس
- دنیل کالویا در نقش: وکابی
- لتیتیا رایت در نقش: شوری
- وینستون دوک در نقش: ام‌باکو
- آنجلا باست در نقش: راموندا
- فارست ویتاکر در نقش: زوری
- اندی سرکیس در نقش: کلا
- استرلینگ کی براون در نقش: ان‌جابو
- فلورنس کازومبا در نقش: آیو
- سیدل نوئل در نقش: زولیسوا

## تولید

### آماده‌سازی
در ژوئن ۱۹۹۲، وسلی اسنایپس از قصدش برای ساخت فیلم پلنگ سیاه سخن گفت. اسنایپس می‌خواست عظمت آفریقا را در فیلم نشان دهد، چیزی که به اعتقاد او در فیلم‌های هالیوود به ندرت دیده می‌شد. تا اوت همان سال، وی کار بر روی فیلم را آغاز کرده بود. ژوئیه بعدی، اسنایپس اعلام کرد که قصد دارد پلنگ سیاه را بعد از بازی در فیلم مرد خرابکار آغاز کند و ماه بعدش نیز گفت که می‌خواهد برای این فیلم دنباله‌هایی نیز بسازد. تا ژانویه ۱۹۹۴، اسنایپس با کلمبیا پیکچرز برای ایفای نقش پلنگ سیاه وارد مذاکره شده بود و استن لی هم در مارس همان سال به این پروژه پیوست. تا ماه مه، آماده‌سازی اولیه فیلم آغاز شده بود. اسنایپس مذاکراتی را با فیلم‌نامه‌نویسان و کارگردانان مختلفی راجع به فیلم از جمله ماریو فن پیبلز و جان سینگلتون انجام داده بود. ساخت فیلم تا ژانویه ۱۹۹۶ هیچ پیشرفتی نداشت و لی در آن زمان اعلام کرد که از فیلم‌نامه پروژه راضی نبوده‌است. اسنایپس بعداً گفت که در بین آن‌هایی که با کمیک آشنایی نداشته‌اند سوءتفاهمی پیش آمده و برخی تصور کرده‌اند که فیلم در مورد حزب پلنگ سیاه است.
در ژوئیه ۱۹۹۷، پلنگ سیاه در فهرست فیلم‌های مارول قرار گرفت و در مارس ۱۹۹۸، گزارش شد که مارول جو کوئسدا و جیمی پلمیوتی را که در آن زمان از نویسندگان پلنگ سیاه بودند، برای کار بر روی این فیلم استخدام کرده‌است. با این وجود کوئسدا و پلمیوتی چنین چیزی را تکذیب کردند. در اوت همان سال، به خاطر مشکلات مالی به وجود آمده در شرکت مارول، پروژه به حالت تعلیق درآمد و در اوت بعدی، اسنایپس به عنوان تهیه‌کننده و بازیگر احتمالی انتخاب شد. در مهٔ ۲۰۰۰، آرتیسان اینترتیمنت اعلام کرد که قراردادی با مارول امضا کرده تا به صورت مشترک تهیه، تولید و توزیع فیلمی بر اساس پلنگ سیاه را برعهده بگیرد. در مارس ۲۰۰۲ اسنایپس اعلام کرد که او قصد دارد تیغه: سه‌گانگی یا پلنگ سیاه را در سال ۲۰۰۳ انجام دهد و پنج ماه بعد نیز دوباره علاقه‌اش به این کار را تکرار کرد. در ژوئیه ۲۰۰۴، دیوید اس. گویر که کارگردانی تیغه: سه‌گانگی را بر عهده داشت، اعلام کرد که وقوع چنین چیزی احتمالش بسیار کم است و اسنایپس آن قدر در نقش تیغه تثبیت شده که بازی در نقش یک قهرمان دیگر مارول غیرممکن است.
در سپتامبر ۲۰۰۵، آوی آراد مدیرعامل مارول پلنگ سیاه را جزو ده فیلم مارول اعلام کرد که با همکاری استودیو مارول و پارامونت پیکچرز ساخته خواهند شد. در ژوئن ۲۰۰۶، اسنایپس گفت که امیدوار است به زودی برای این فیلم یک کارگردان پیدا شود. در فوریه ۲۰۰۷، کوین فایگی رئیس استودیوی مارول اعلام کرد که پلنگ سیاه در برنامه فیلم‌های مارول قرار دارد. تا ژوئیه، جان سینگلتون برای کارگردانی فیلم وارد مذاکره شده بود. در مارس ۲۰۰۹، مارول نویسندگانی را استخدام کرد تا به دنبال راه‌هایی برای معرفی قهرمانان کم‌تر معروف مارول، از جمله پلنگ سیاه باشند و در این راه، نیت مور به عنوان سرپرست نویسندگان به صورت اختصاصی به آماده‌سازی پلنگ سیاه کمک می‌کرد. در ژانویه ۲۰۱۱، استودیوی مارول، مارک بایلی را برای نوشتن فیلم‌نامه پلنگ سیاه استخدام کرد. در اکتبر ۲۰۱۳، فایگی گفت که دقیق زمانش را نمی‌داند، ولی مطمئن است که پلنگ سیاه در دنیای سینمایی مارول حضور خواهد داشت؛ و به این نکته اشاره کرد که ویبرانیوم در دنیای سینمایی مارول معرفی شده و این فلز از کشور پلنگ سیاه یعنی واکاندا می‌آید. در ابتدا بحث‌هایی بود تا پلنگ سیاه در سال ۲۰۱۰ و در کنار مرد آهنی ۲ ساخته شود، اما باز به دلیل کامل نبودن ایده کنار گذاشته شد.
در اکتبر ۲۰۱۴، فایگی اعلام کرد که پلنگ سیاه ′' در ۳ نوامبر ۲۰۱۷ منتشر خواهد شد و چادویک بوزمن نقش پلنگ سیاه را ایفا می‌کند. بوزمن برای گرفتن این نقش تست نداد و به جای آن، در مورد نقش با مارول مذاکره کرد. قرار شد تا شخصیت برای اولین بار در کاپیتان آمریکا: جنگ داخلی معرفی شود و بعد فیلم اختصاصی‌اش منتشر شود. فایگی اعلام کرد که مارول به دنبال بهترین کارگردانان و نویسندگان برای ساخت این فیلم می‌باشد. در ژانویه ۲۰۱۵، بوزمن اعلام کرد که فیلم در مرحله بارش ایده قرار دارد و آن‌ها در حال تصمیم‌گیری برای انتخاب داستان هستند. ماه بعد، مارول تاریخ انتشار این فیلم را به ۶ ژوئیه ۲۰۱۸ عقب انداخت. در آوریل ۲۰۱۵، فایگی گفت که قرار است بعد از اکران انتقام‌جویان: عصر اولتران با کارگردانانی در مورد این فیلم دیدار کند و این که انتخاب بازیگران ادامه دارد.
تا مهٔ ۲۰۱۵، مارول با ایوا دوورنی برای کارگردانی این فیلم یا کاپیتان مارول وارد مذاکره شده بود. در ژوئن، فایگی تأیید کرد که او با دوورنی و چند کارگردان دیگر دیدار کرده و تصمیم نهایی احتمالاً تا اواخر ۲۰۱۵ گرفته خواهد شد. اوایل ماه ژوئیه دوورنی پیشنهاد کارگردانی این فیلم را به علت داشتن ایده‌ها و دیدگاه‌های متفاوت رد کرد. در اکتبر ۲۰۱۵، اف. گری گری و رایان کوگلر گزینه‌های کارگردانی این فیلم بودند، مذاکرات با کوگلر به بن‌بست خورد و گری تصمیم گرفت به جای این فیلم، سریع و خشن ۸ را بسازد. جو رابرت کول که او هم عضو تیم نویسندگان اولیه بود برای نوشتن فیلم‌نامه انتخاب شد و مارول باز هم تاریخ انتشار را به ۱۶ فوریه ۲۰۱۸ تغییر داد. در ماه دسامبر، مذاکرات با کوگلر به خاطر موفقیت فیلم کرید از سر گرفته شد.

### پیش‌تولید
در ژانویه ۲۰۱۶، کوگلر به عنوان کارگردان فیلم انتخاب شد. وی توضیح داد که او با خواندن کمیک بزرگ شده، به همین علت پلنگ سیاه برای او مانند دیگر فیلم‌هایش شخصی است. او دربارهٔ مذاکرات طولانی‌اش با فایگی گفت که او قرار است که همکاران خودش را برای این فیلم بر سر پروژه بیاورد؛ بر عکس فیلم‌های دیگر دنیای سینمایی مارول که توسط اشخاصی ثابت فیلمبرداری و تدوین می‌شود. او گفت که می‌خواست مهر شخصی‌اش بر روی این فیلم باشد. او مدیر فیلمبرداری‌اش در فیلم ایستگاه فروتویل یعنی ریچل موریسون را برای این فیلم نیز استخدام کرد، همچنین هانا بیچلر را برای طراحی صحنه و لودویگ گورانسون را برای ساخت موسیقی به این پروژه آورد که با هر دوی آن‌ها در فیلم‌های ایستگاه فروتویل و کرید کار کرده بود.
در آوریل ۲۰۱۶، فایگی اعلام کرد که کوگلر در حال کار بر روی فیلم‌نامه به همراه کول است و فیلم‌برداری در ابتدای سال بعد آغاز خواهد شد. فایگی تأکید کرد که جنگ داخلی یک پس‌زمینه برای شخصیت تچالا بوده‌است و زمینه را برای آنچه که در برگشتش به واکاندا با آن روبه‌رو خواهد شد، چیده‌است. همچنین در جنگ داخلی زبان واکاندایی که بر پایهٔ زبان خوسایی است نیز معرفی شد. جان کانی که در این فیلم نقش پدر تچالا را بازی می‌کرد، این زبان را به بوزمن آموخت. یک ماه بعد لوپیتا نیونگو برای بازی در نقش معشوقهٔ بوزمن وارد مذاکره شد، همچنین مایکل بی. جردن نیز بعد از کار با کوگلر در فیلم‌های ایستگاه فروتویل و کرید برای بازی در نقش نامعلومی به این فیلم پیوست. کوگلر باز هم در مصاحبه‌ای تأکید کرد که با وجود این که فیلم در دنیای سینمایی مارول است، اما فیلم متعلق به خود است و امضای او را در پایش دارد.
در ماه مه، نیت مور که به عنوان تهیه‌کنندهٔ فیلم فعالیت می‌کرد، اعلام کرد که فیلمبرداری در آتلانتا، جورجیا انجام خواهد شد و مارول تلاش زیادی خواهد کرد که فیلمبرداری در آفریقا نیز انجام بگیرد. در کامیک‌کان سن دیگو ۲۰۱۶، حضور نیونگو در فیلم در نقش ناکیا تأیید شد، همچنین مشخص شد که نقش بی. جردن اریک کیلمانگر است. همچنین اعلام شد که دنی گوریرا در نقش اوکویه به فیلم پیوسته‌است. کوگلر تأیید کرد که فیلمبرداری در ژانویه ۲۰۱۷ آغاز خواهد شد. همچنین اعلام کرد که فیلم تحت تأثیر و الهام گرفته از آثار تا-نهیسی کوتس در مورد پلنگ سیاه خواهد بود. از دیگر نویسندگانی که از آثار آن‌ها در مورد پلنگ سیاه در این فیلم الهام گرفته شده به جک کربی، کریستوفر پریست، جاناتان هیکمن و هادلین اشاره شد. شخصیت‌های فیلم از طریق کمیک و با در نظر گرفتن این موضوع که کدام بیشتر به درد داستان می‌خورند انتخاب شد. در سپتامبر ۲۰۱۶، وینستون دوک برای بازی در نقش ام‌باکو انتخاب شد؛ یحیی عبدال‌متین دوم هم برای بازی در این نقش تست داده بود. ماه بعد فارست ویتاکر در نقش زوری و دانیل کالویا در نقش وکابی انتخاب شدند و اعلام شد که فلورنس کازومبا نقش آیو که پیش از این در جنگ داخلی آن را ایفا کرده بود، تکرار می‌کند. در ماه نوامبر آنجلا باست در نقش راموندا، مادر تچالا انتخاب شد و استرلینگ کی براون هم در ژانویه ۲۰۱۷ در نقش انجوبو برگزیده شد.

### فیلمبرداری
فیلمبرداری این فیلم در ۲۱ ژانویه ۲۰۱۷ در استودیوهای اسکرین جمز در آتلانتا و تحت نام سرزمین مادری آغاز شد. فیلمبرداری در آتلانتا سیتی هال ادامه یافت و از این ساختمان به عنوان ساختمان سازمان ملل استفاده گردید. مدت کوتاهی پس از شروع فیلمبرداری، اتاندوا کانی فرزند جان کانی اعلام کرد که به همراه پدرش در این فیلم حضور خواهد داشت. تصاویر منتشر شده از پشت صحنهٔ فیلم نشان داد مارتین فریمن نقش اورت کی. راس را در این فیلم تکرار می‌کند. مارول در ۲۶ ژانویه ۲۰۱۷، به صورت رسمی اعلام کرد که تولید فیلم آغاز شده و اضافه شدن فریمن، رایت و جان کانی به فیلم را تأیید کرد. همچنین تأیید شد که اندی سرکیس نقش کلا که پیش از این در عصر اولتران آن را ایفا کرده بود، تکرار خواهد کرد.
فیلمبرداری در ۱۹ آوریل ۲۰۱۷ به پایان رسید.

### پس‌تولید
در پایان ژوئن ۲۰۱۷، سیدل نوئل اعلام کرد که در نقش زولیسوا یکی از اعضای دورا میلاژ بازی می‌کند. در ژوئیه ۲۰۱۷، مور اعلام کرد که پلنگ سیاه تقاطعی بین فیلم‌های پدرخوانده و فیلم‌های جیمز باند خواهد بود. کوگلر هم از فیلم‌های دهه هفتاد میلادی، خصوصاً آثار فرانسیس فورد کوپولا به عنوان منبع الهام یاد کرد. وی همچنین برای این منظور، فیلم یک پیامبر را تماشا کرد.
جلوه‌های ویژه فیلم را مانند دیگر فیلم‌های مارول، شرکت اینداستریال لایت اند مجیک (ILM) انجام داده‌است.

## موسیقی
لودویگ گورانسون در آوریل ۲۰۱۷ برای ساخت موسیقی فیلم استخدام شد. گورانسون به سنگال و آفریقای جنوبی سفر کرد تا از موسیقی‌دان‌های محلفی برای زمینهٔ کار خودش کمک بگیرد و استفاده کند. کندریک لامار تهیه آلبوم موسیقی متن فیلم را بر عهده داشت. سه تک‌آهنگ از آلبوم پیش از اکران فیلم و در ماه‌های ژانویه و فوریه منتشر شدند. پلنگ سیاه: آلبوم روز ۹ فوریه ۲۰۱۸ به بازار آمد.

## بازخورد

### بازخورد منتقدان
وبسایت راتن تومیتوز با جمع‌آوری نظرات ۳۷۸ منتقد، گزارش کرده‌است که ۹۷٪ از این نظرات نسبت به فیلم مثبت بوده‌است و آن‌ها به صورت میانگین نمرهٔ ۸٫۲ از ۱۰ را به فیلم داده‌اند. در خلاصه نظرات منتقدان در مورد این فیلم در این وبسایت آمده‌است: «پلنگ سیاه سینمای ابرقهرمانی را به ارتفاعات جدیدی رسانده‌است و در عین حال یکی از جذاب‌ترین داستان‌های دنیای سینمایی مارول را روایت می‌کند؛ همچنین شخصیت‌های بسیار مهم و پخته‌ای را معرفی می‌کند.» تا ژوئن ۲۰۱۸، این فیلم در این وبسایت دارای بالاترین نمره در بین فیلم‌های ابرقهرمانی می‌باشد؛ این فیلم با کنار زدن شوالیه تاریکی و مرد آهنی (هر دو ۹۴٪) به این رتبه نائل آمده‌است. وبسایت متاکریتیک بر پایهٔ نظرات ۵۵ منتقد به این فیلم نمرهٔ ۸۸ از ۱۰۰ داده‌است و آن را حاکی از «تحسین همگانی» از فیلم دانسته‌است. مخاطبان سینما سکور در مقیاس نمره‌ای از «+A» تا «F» به فیلم نمرهٔ «+A» داده‌اند و این دومین بار پس از انتقام‌جویان مارول است که یک فیلم ابرقهرمانی چنین امتیازی را از سوی مخاطبان دریافت می‌کند. همچنین بر اساس نظرسنجی پست‌ترک از مخاطبان این فیلم، ۹۲٪ از آن‌ها نظر مثبتی راجع به فیلم داشته‌اند و ۸۸٪ درصد از آن‌ها فیلم را قویاً به بقیه پیشنهاد کرده‌اند. همچنین یک‌سوم از آن‌ها گفته‌اند که فیلم را دوباره خواهند دید.